# Capivari
Capivari es un municipio brasilero del estado de São Paulo. Se localiza a 22º59'42" de latitud sur y a 47º30'28" de longitud oeste, estando a una altitud de 636 metros. Posee un área de 323,198 km², y su población estimada en 2010 era de 48.576 habitantes.
Por ser la tierra natal de los poetas Amadeu Amaral y Rodrigues de Abreu, el municipio es conocido como la "Tierra de los Poetas".

## Historia
A comienzos del siglo XVIII, se descubrieron depósitos de oro. Alrededor del año de 1800, una colina en los márgenes del Capivary (río de las capivaras) comenzó una pequeña población dando inicio al que, en el futuro, sería el municipio de Capivari.
En 1813 el pequeño poblado es oficializado como parroquia, en los sectores de Itu, bajo el nombre de São João Batista del Capivary. En 5 de junio de 1820 se celebra la primera misa en una capilla rodeada por gran número de casas, por el padre Juan Jacinto de los Serafins.
El día 10 de julio de 1832 el poblado es oficialmente elevado a la condición de villa, recibiendo el nombre de Villa de São João Baptista del Capivary de Bajo. Esta fecha es considerada como el día de fundación de Capivari.

### Hidrografía
- Río Capivari

### Carreteras
- SP-101
- SP-306
- SP-308

## Administración
- Prefecto: Luis Campaci (2009/2012)
- Viceprefecto: Júnior Pacheco
- Presidente de la cámara:Vitor Hugo Riccominni (2010/2011)

## Religión
El Cristianismo está presente en la ciudad de la siguiente manera:

### Iglesia Católica
La iglesia católica del municipio forma parte de la Diócesis de Piracicaba.

### Iglesia Protestante
En la ciudad están presentes las más diversas creencias evangélicas, principalmente pentecostales, incluidas las Asambleas de Dios de Brasil (la iglesia evangélica más grande del país), Congregación Cristiana, entre otras. Estas denominaciones están creciendo cada vez más en todo Brasil.

## Hijos ilustres
- Adriana Ferrari (actriz).
- Alexandre da Silva Mariano - (Amaral) - (jugador de fútbol).
- Almir Pazzianotto Pinto - ministro del trabajo, presidente TST.
- Amadeu Amaral - poeta.
- Francisco Grillo Hijo - (Quico)-(cantor, intérprete y artista plástico).
- Ricardo Raschini (atleta olímpico).
- Rodrigues de Abreu- poeta.
- Tarsila del Amaral - (pintora modernista).